# Abschnittsbefestigung Schänzle (Geisingen)
Die Abschnittsbefestigung Schänzle ist eine Höhenburg (Wallanlage) in 877 m ü. NN Höhe in der Nähe des ehemaligen Klosters Amtenhausen und des Talhofes nördlich der Stadt Geisingen im Landkreis Tuttlingen in Baden-Württemberg.
Bei dem Abschnittswall handelt es sich um eine ur- oder frühgeschichtliche Wallburg.

## Beschreibung
Die Befestigung liegt am Ende eines nach Nordosten gerichteten Bergspornes. Die Anlage wird durch einen drei bis vier Meter hohen und vier Meter breiten Wall von der anschließenden Hochfläche abgeschnitten. Diesem Wall ist ein Spitzgraben vorgelegt. Die beiden Durchbrüche und die Planierung im Wall stammen wohl aus moderner Zeit. Die restlichen Seiten sind außer durch den Steilabfall zum Talbach bzw. seiner Seitentäler noch durch einen schwächeren Randwall geschützt. Dieser Wall schließt an den beiden Hangkanten an den Hauptwall an. Im Norden ist dem Randwall eine etwas tiefer liegende Hangterrasse vorgelagert.
In der Mitte des Hauptwalles ist auf der Innenfläche der Befestigung ein rundlicher Steinwall unbekannter Herkunft zu sehen. Die nutzbare Fläche der Anlage beträgt etwa 1,46 Hektar.